# Шивляков, Михаил Васильевич
Шивляко́в, Михаи́л Васи́льевич — российский силач родом из Омска, пауэрлифтер. Победитель турнира Arnold Amateur Strongman World Championship, благодаря чему попавший в профессиональную лигу «Арнольд Классик». Единственный российский атлет, одержавший победу на состязании Арнольда Шварценеггера в Бразилии и занявший призовые места на Arnold Strongman Classic в Азии и Австралии.

## Биография
Михаил Шивляков родился 30 апреля 1980 года в г. Киселёвске Кемеровской области. В 1998—2000 годах проходил военную службу на Балтийском флоте, на Черноморском флоте, в морской пехоте. Дослужился до сержанта и заместителя командира взвода. Является представителем общероссийской общественной организации «Офицеры России», награждён медалями Суворова и Жукова.
После армии начал заниматься пауэрлифтингом. Неоднократный победитель и призёр соревнований по Сибирскому Федеральному округу, рекордсмен Кемеровской области по становой тяге, мастер спорта международного класса. В 2007 году дебютировал в качестве участника турнира по силовому экстриму «Богатырь Байкала». В 2010 году переехал в Омск. Регулярно представляет Россию на международных соревнованиях по стронгмену.
Шивлякова приглашали для участия в телепередаче «Армейский магазин».
Московские режиссёры увидели омича в главной роли полнометражного фильма «Богатырь». Также Шивляков снялся в комедии «Zомбоящик». Создатели комикса «Время Героев» выбрали Шивлякова в качестве прототипа одного из персонажей.
Михаил женат и является отцом двух дочерей. Живёт в Омске.

## Достижения
В 2018 году Шивляков вошел в ТОП-3 сильнейших людей планеты по итогам главного турнира Arnold Classic в Колумбусе (Огайо, США). Он стал победителем соревнований на звание «Самого сильного человека России», «Самого сильного человека Китая», обладателем Кубка мира по силовому экстриму, многократным призёром международных и всероссийских турниров по данному виду спорта. В качестве капитана сборной России по силовому экстриму выигрывал международные матчевые турниры: «Россия vs Америка-2013»(г. Красноярск), «Арена силачей-2014» (Россия-Европа, г. Пермь), «Полярный баттл-2017» (Россия-США, с. Яр-Сале).
Шивляков — обладатель мирового рекорда в буксировке 18-тонного трактора на расстояние 6,1 метров (Минск). Ему принадлежат рекорды в буксировке тракторов весом 8,5 тонн (Красноярск) и 20 тонн (Новосибирск).
Кроме того, Шивляков является рекордсменом Книги рекордов России:
- буксировка 24-тонного автобуса на 2,75 метров (Омск)[14];
- перемещение 2-ух тонного автомобиля на 25 метров при помощи зубов (Омск)[15];
- буксировка грузовика весом 14 тонн на расстояние 15 м за 22 секунды (Омск)[16].

18 октября 2020 года в прямом эфире в рамках 2-го сезона Feats of Strength, организованного World’s Ultimate Strongman, Михаил установил новый мировой рекорд в "Становой тяге" в категории мастеров (40+ лет) - 436 кг (Омск).
7 августа 2022 года на фестивале силовых видов спорта «Сибирские игры» в Омске Шивляков побил рекорд России, согнув через голову 14 железных прутьев толщиной 12 мм за 45 секунд. Данный результат превышает показатель, зафиксированный в Книге рекордов Гиннесса.